# Piribeyli, Yunak
Piribeyli là một thị trấn thuộc huyện Yunak, tỉnh Konya, Thổ Nhĩ Kỳ. Dân số thời điểm năm 2011 là 1.556 người.